# هومبرغ (إفتسه)
همبرغ (افتسه) (بالألمانية: Homberg (Efze)) هي district capital، بلدة، مدينة وبلدة ألمانية تقع في ألمانيا في Schwalm-Eder-Kreis. يقدر عدد سكانها بـ 14,621 نسمة .

## معرض صور

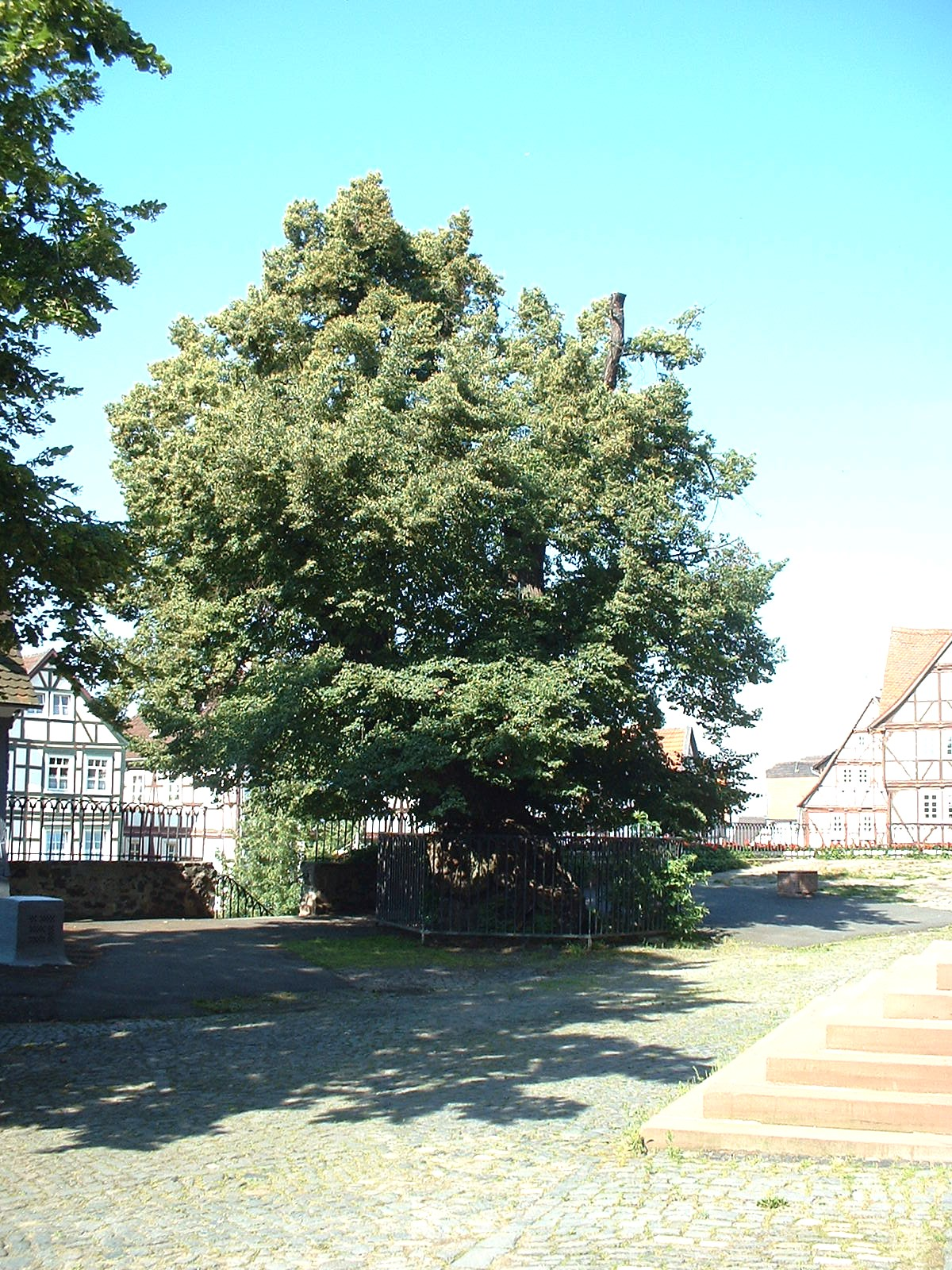
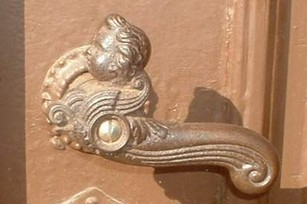
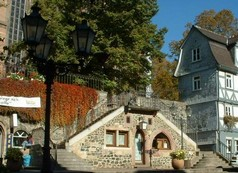

## أعلام
- هاينز جوست
- إريك شومان
- توبياس دام
- ماكس هوفمان
- غونتر أبيل